# Identifikationspunkt
Als Identifikationspunkt (I-Punkt) wird in der Logistik meist eine bestimmte Stelle im Wareneingangsbereich von Lagern bezeichnet, welche der Warenkontrolle und -steuerung dient. Beim Passieren des I-Punktes werden von den einzulagernden Waren bestimmte Informationen (zum Beispiel Warenart, Artikelnummer, Menge, Gewicht usw.) mittels Sensoren oder Scannern erfasst. Anschließend wird mit diesen Informationen durch das Lagerverwaltungssystem der optimale Lagerplatz für die Waren bestimmt sowie die Lagerbestandsdatei aktualisiert.